# Bernay-en-Brie
Bernay-en-Brie est une ancienne commune française du département de Seine-et-Marne. Le 1er janvier 1972, Bernay-en-Brie a fusionné avec la commune de Vilbert pour former la nouvelle commune de Bernay-Vilbert.

## Toponymie
Le nom de la localité est mentionné sous la forme de Berniaco en 1088 ; Barnay en Brye en 1569; Bernay-en-Brie en 1913.

## Histoire
Ancien fief et château, canton de Rozay-en-Brie.
En 1789, Bernay faisait partie de l'élection de Rozay et de la généralité de Paris et était régi par la coutume de Paris. L'église paroissiale, appartenant au diocèse de Sens, doyenné de Melun, était dédiée à saint Pierre ; l'archevêque de Sens représentait la cure.

## Culture locale et patrimoine

### Lieux et monuments
- Église Saint-Pierre de Bernay.